# Organizacje studenckie na Uniwersytecie Ekonomicznym we Wrocławiu
Na Uniwersytecie Ekonomicznym we Wrocławiu istnieje wiele organizacji studenckich i kół naukowych. Wszystkie działają w oparciu o zatwierdzone przez uczelnie statuty.

## Organizacje studenckie
Do organizacji o zasięgu ogólnokrajowym działających na uczelni należą:
- Niezależne Zrzeszenie Studentów[1],
- Zrzeszenie Studentów Polskich,
- Akademicki Związek Sportowy,
- AEGEE,
- AIESEC,
- Enactus,
- Studenckie Forum Business Centre Club.

Natomiast organizacje działające lokalnie na uczelni, to m.in.:

### Stowarzyszenie Studenckie WIGGOR

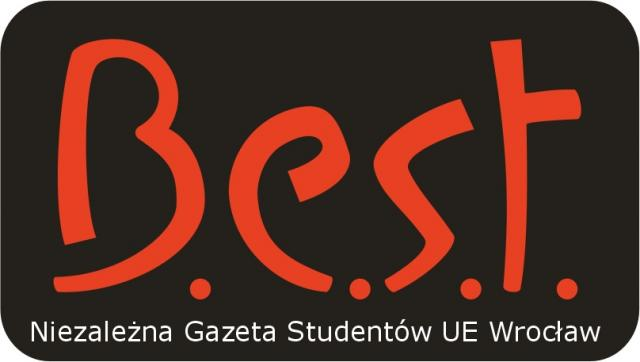
Logo miesięcznika „B.e.s.t.”

### Niezależna Gazeta Studentów B.e.s.t.
B.e.s.t. to studencki miesięcznik wydawany od 1996 roku na terenie Uniwersytetu Ekonomicznego w nakładzie 2-3 tys. egzemplarzy. Tematyka czasopisma skupia się głównie wokół wydarzeń mających miejsce na macierzystej uczelni i we Wrocławiu oraz wokół szeroko rozumianych problemów studenckich. Gazeta publikuje ponadto recenzje płyt, książek i filmów oraz felietony i komiksy o różnej tematyce. ISSN 1509-9857.
W pierwszych tygodniach roku akademickiego redakcja „B.e.s.t.” organizuje „Targowisko”, czyli spotkanie istniejących na Uniwersytecie Ekonomicznym organizacji studenckich i kół naukowych. Celem imprezy jest przedstawienie oferty organizacji i kół studentom (głównie pierwszego roku) oraz pozyskanie nowych członków.
Redakcja gazety „B.e.s.t.” corocznie organizuje galę „The B.e.s.t.-ory”, na której w kilkunastu kategoriach wręczane są nagrody pracownikom Uniwersytetu Ekonomicznego, którzy zostali najwyżej ocenieni w głosowaniu przez studentów uczelni.

### Kampus TV
Kampus TV to organizacja studencka i zarazem pierwsza telewizja studencka działająca na Uniwersytecie Ekonomicznym we Wrocławiu.
Pomysł stworzenia telewizji narodził się w marcu 2007 roku, natomiast już w kwietniu podpisano statut organizacji. Obecnie telewizja zrzesza ponad 40 członków (stan na czerwiec 2008) pracujących nad tworzeniem reportaży oraz niezależnych produkcji filmowych. Odbiór programów nadawanych przez Kampus TV możliwy jest wyłącznie na Uniwersytecie Ekonomicznym we Wrocławiu oraz na stronie internetowej telewizji www.kampustv.pl
Programy realizowane przez Kampus TV:
- KampNews – cotygodniowy program informacyjny dla studentów, zajmujący się sprawami wrocławskiej społeczności studenckiej
- WrocLife – przewodnik najciekawszych wydarzeń kulturalnych we Wrocławiu.
- Wrocław O … ! – sondy uliczne, sprawdzające opinie wrocławian na różne tematy.
- W sieci pytań – wywiady z gwiazdami Internetu.
- Reccover – promowanie młodych wrocławskich zespołów, które wykonują jeden z utworów z listy w swojej własnej aranżacji. Po emisji programu następuje głosowanie widzów na portalu facebook.pl.

W dorobku telewizji znajduje się niemalże 100 reportaży oraz poniższe produkcje filmowe:
Niezależne produkcje krótkometrażowe
- Krótki film o przyjaźni (2007)
- 5 minut (2008)

Seriale
- Bractwo (2008)

## Koła naukowe
Koła naukowe działające na uczelni:
- KN Audytor
- KN Design Thinking
- STRATEG – Koło Naukowe Zarządzania Strategicznego
- Cargo – Koło Naukowe Handlu Zagranicznego
- Koło Naukowe Monopol
- YOUrope – Koło Naukowe Integracji Europejskiej
- Aktuariusz – Koło Naukowe Statystyki Aktuarialnej
- AGF – Akademicka Grupa Fotograficzna[4]
- Koło Naukowe Badań Sondażowych
- BizOn – Koło naukowe Biznesu Elektronicznego
- Controller – Koło Naukowe Rachunkowości Zarządczej
- Fokus – Koło Naukowe Marketingu
- HaReM – Koło Naukowe Zarządzania Zasobami Ludzkimi
- Hossa ProCapital – Koło Naukowe Rynków Kapitałowych
- Qualiteam – Koło Naukowe Zarządzania Jakością
- Lider – Naukowe Koło Przedsiębiorczości
- Logis – Koło Naukowe Logistyki
- Logos – Koło Naukowe Zarządzania Wiedzą
- LOGRIT – Naukowe Koło Logistyczne
- Manager – Koło Naukowe Zarządzania Finansami
- ¡OLÉ! – Studenckie koło naukowe Ekonomii i Kultury Krajów Hiszpańskojęzycznych
- Persona – Koło Naukowe Zarządzania Kadrami
- PROFIT – Koło Naukowe Makroekonomii[5]
- proMOTION - Koło Naukowe Marketingu i Zarządzania
- Naukowe Koło Technologii Informatycznych
- Koło Naukowe Teorii Ekonomii
- Koło Naukowe Podróżnik
- Koło Naukowe Chemików
- Studenckie Koło Naukowe Prawa Gospodarczego[6][7]